# Auragne
Auragne is een gemeente in het Franse departement Haute-Garonne (regio Occitanie) en telt 310 inwoners (1999). De plaats maakt deel uit van het arrondissement Toulouse.

## Geografie
De oppervlakte van Auragne bedraagt 13,6 km², de bevolkingsdichtheid is 22,8 inwoners per km².
De onderstaande kaart toont de ligging van Auragne met de belangrijkste infrastructuur en aangrenzende gemeenten.

## Demografie
Onderstaande figuur toont het verloop van het inwonertal (bron: INSEE-tellingen).